# Jason Acuña
Jason Shannon Acuña (Pisa, Italië, 16 mei 1973), bijgenaamd Wee Man, is een Amerikaans/Italiaans acteur, stuntman en skater en een van de makers van het televisieprogramma Jackass van MTV. Hij deed al mee met Jackass begin jaren 90. Hij had ook een paar gastoptredens in Wildboyz, een Jackass spin-off met Chris Pontius en Steve-O. Wee Man is bekend en opvallend vanwege zijn lengte, hij is namelijk niet groter dan 137 centimeter. Zijn vader is Mexicaans en zijn moeder is Duits.
Acuña is tevens de presentator van een skateboardprogramma in de Verenigde Staten, en speelt een rol in het populaire computerspel Tony Hawk's Underground 2 van de bekende skateboarder Tony Hawk. Tevens is hij een personage dat je vrij kan spelen in Tony Hawk's Pro Skater 4. In 2003 speelde hij in de film Grind.

## Filmografie
- Jackass 4.5 (2022)
- Jackass Forever (2022)
- Jackass 3,5 (2011)
- Jackass 3D (2010)
- Jackass 2.5 (2007)
- National Lampoon's TV: The Movie (2006)
- Jackass Number Two (2006)
- Pee Stains and Other Disasters (2005)
- Grind (2003)
- Jackass: The Movie (2002)
- Shortys Hardware Team Video (1997)